# Atea (Zaragoza)
Atea es un municipio de España, en la provincia de Zaragoza, comunidad autónoma de Aragón. Tiene un área de 34,68.

## Demografía

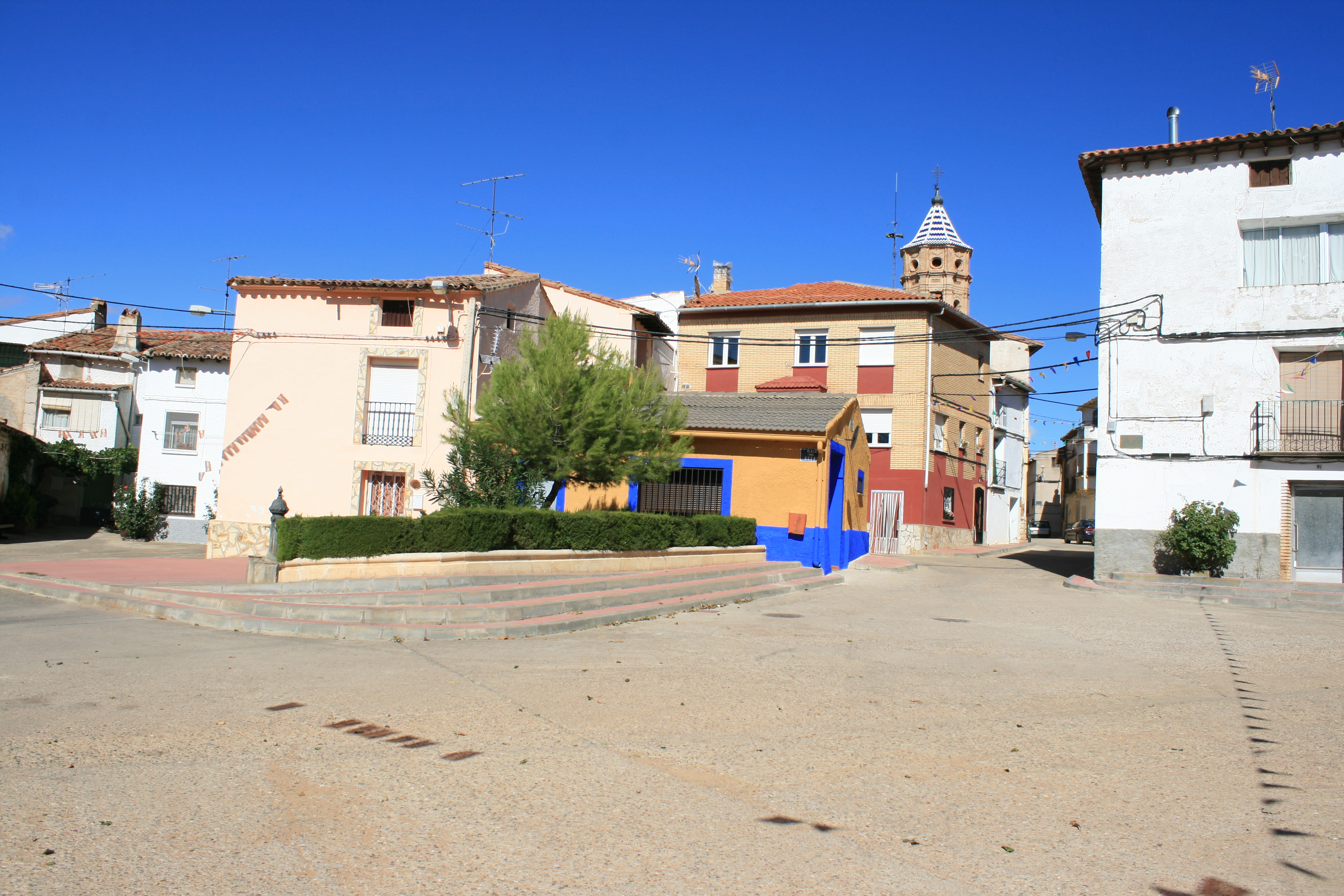
Calles en Atea

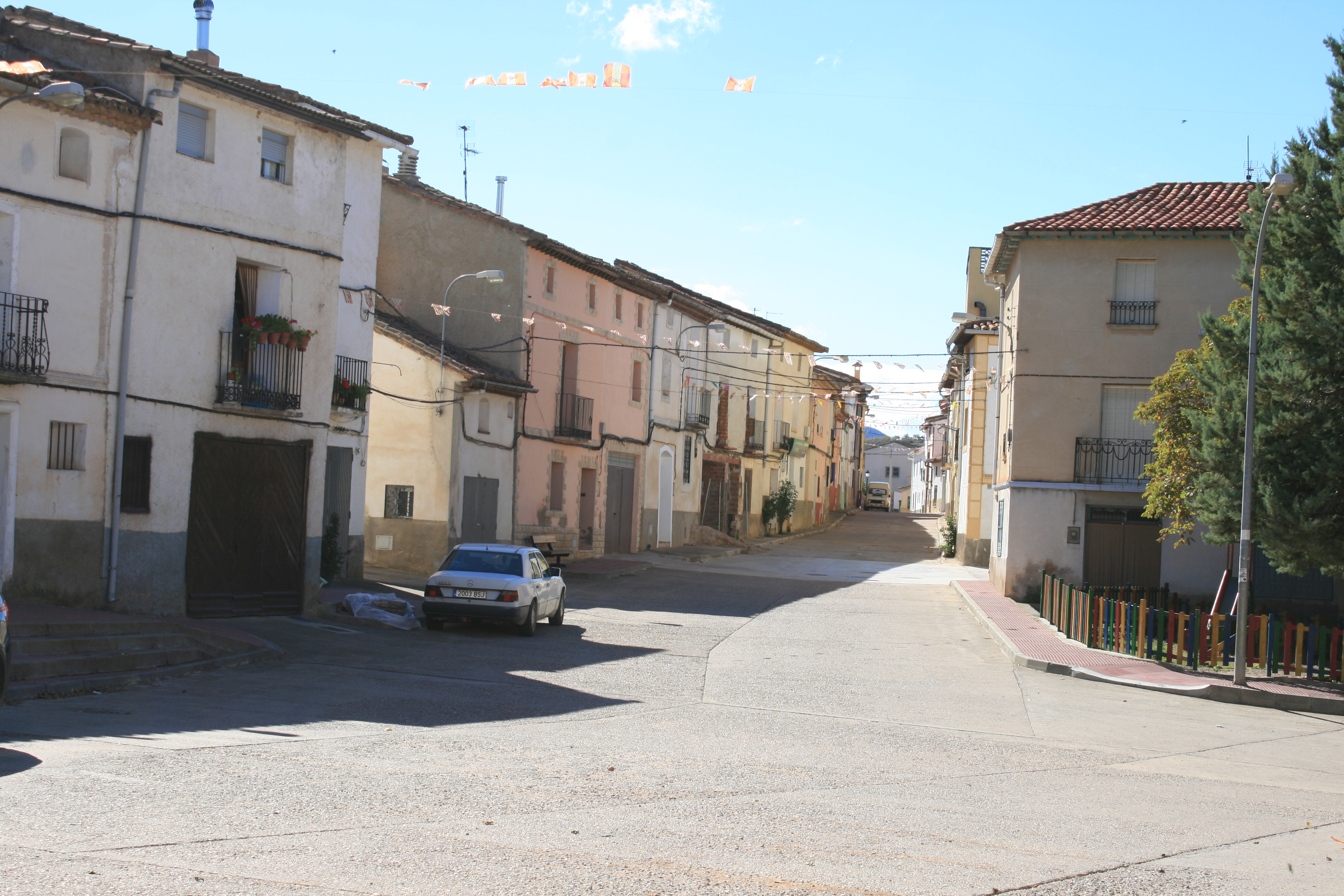
Calles en Atea

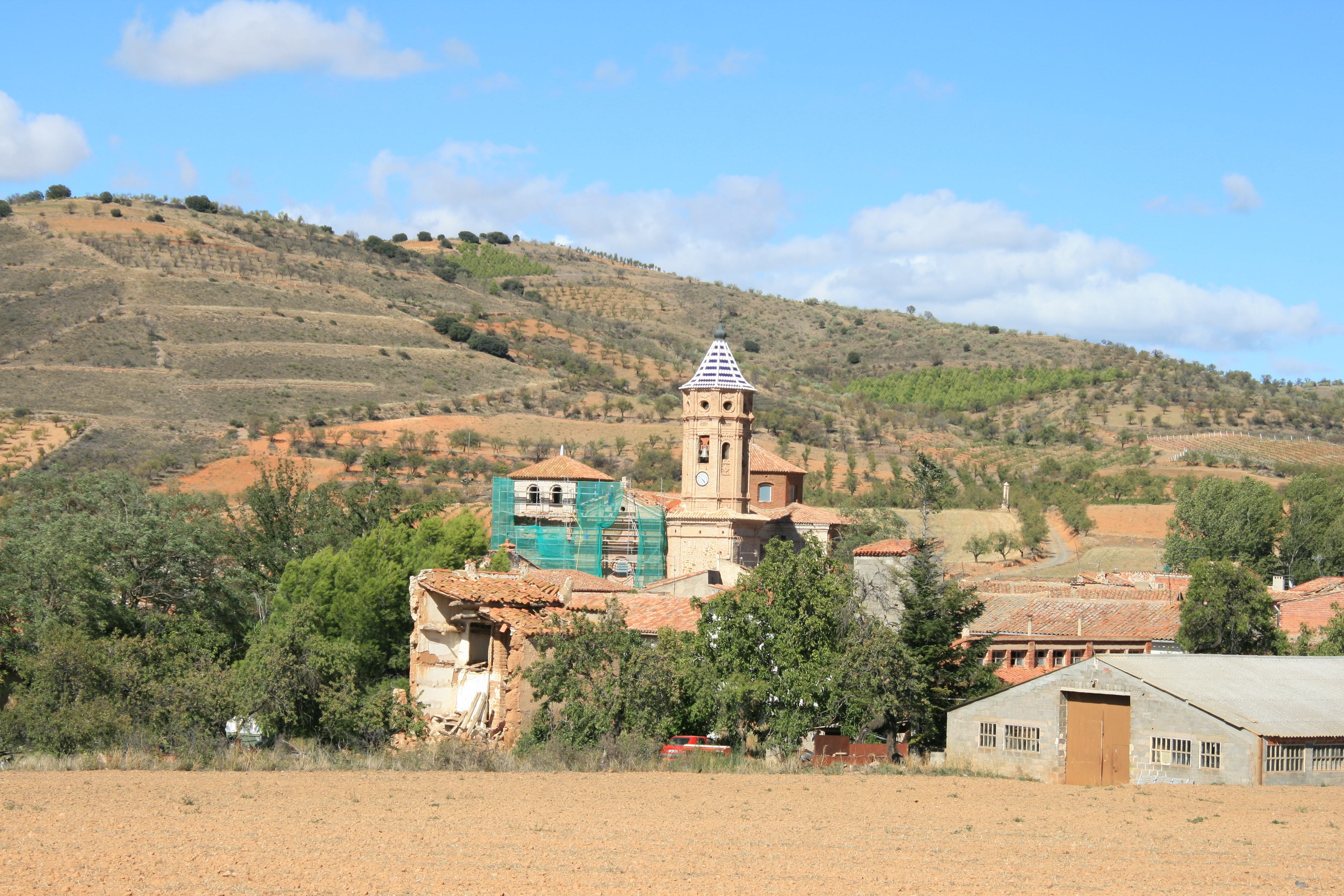
Iglesia de la Asunción

Atea cuenta con una población de 136 habitantes (INE 2024).
| Gráfica de evolución demográfica de Atea entre 1842 y 2021                                                          |
| |
| Población de derecho según los censos de población del INE Población de hecho según los censos de población del INE |

## Administración y política
| Período   | Alcalde                    | Partido |  |
| --------- | -------------------------- | ------- |  |
| 1979-1983 | Ismael Galindo Gómez       | UCD     |  |
| 1983-1987 | Francisco Roche Gimeno     | PSOE    |  |
| 1987-1991 | Francisco Roche Gimeno     | PSOE    |  |
| 1991-1995 | Francisco Roche Gimeno     | PSOE    |  |
| 1995-1999 | Ángel Zorraquín Martínez   | PSOE    |  |
| 1999-2003 | Ángel Zorraquín Martínez   | PSOE    |  |
| 2003-2007 | Abel Sáenz Martorell       | PSOE    |  |
| 2007-2011 | Abel Sáenz Martorell       | PSOE    |  |
| 2011-2015 | Saúl Pedro Herrero Lorente | PSOE    |  |
| 2015-2019 | Saúl Pedro Herrero Lorente | PSOE    |  |

| Partido político    | Partido político                                   | 2003   | 2007   | 2011   | 2015   |
| Partido político    | Partido político                                   | Ediles | Ediles | Ediles | Ediles |
|                     | Partido de los Socialistas de Aragón (PSOE-Aragón) | 4      | 4      | 4      | 4      |
|                     | Partido Popular de Aragón (PP)                     | 1      | 1      | 1      | 1      |
|                     | Partido Aragonés (PAR)                             | —      | —      | —      | —      |
|                     | Chunta Aragonesista (CHA)                          | —      | —      | —      | —      |
| Total de concejales | Total de concejales                                | 5      | 5      | 5      | 5      |